# Hochvogel- und Rosszahngruppe
Hochvogel- und Rosszahngruppe – podgrupa pasma Alp Algawskich. Leży w Austrii (Tyrol) i Niemczech (Bawaria).
Najwyższe szczyty:
- Hochvogel (2592 m[1]),
- Großer Wilder (2379 m),
- Kreuzspitze (2367 m),
- Rosszahn (2356 m),
- Kluppenkarkopf (2355 m),
- Stallkarspitze (2350 m),
- Jochumkopf (2337 m),
- Rosskarspitzen (2292 m),
- Kreuzkopf (2288 m),
- Wiedemerkopf (2163 m),
- Grubachspitze (2100 m),
- Saldeinerspitze (2036 m).